# ニュー・イングランド (バンド)
ニュー・イングランド（New England）は、アメリカ合衆国のロック・バンド。ボストンで結成され、1979年にデビューを果たした。

## 来歴
ジョン・ファノン、ジミー・ウォルドー、ハーシュ・ガードナーの3人は、1973年にはファットバックというバンドで活動を共にしており、その後、3人はゲイリー・シェア（ベース）やケン・メーレ（ボーカル）と共にターゲットというバンドを結成。さらにケン・メーレが脱退してバンドは4人編成となり、ニュー・イングランドと改名して、MCAレコード傘下のインフィニティ・レコードとの契約を得る。
1979年、ポール・スタンレーがプロデューサーとして参加したデビュー・アルバム『失われし魂』を発表。同作はBillboard 200で50位に達し、「失われし魂(Don't Ever Wanna Lose Ya)」（全米40位）、「ハロー・ハロー・ハロー(Hello, Hello, Hello)」（全米69位）といったシングル・ヒットも生んだ。
その後、バンドはエレクトラ・レコードに移籍するが、セカンド・アルバム『果てしなき冒険』（1980年）はチャート・インを果たせなかった。続く『ウォーキング・ワイルド』（1981年）はトッド・ラングレンをプロデューサーに起用して制作されたが、全米176位止まりとなり、ニュー・イングランドは1982年に解散する。
バンド解散後、ジョン・ファノンを除く3人はヴィニー・ヴィンセントと共にウォリアーを結成するが、ヴィンセントがキッスに加入したため、ウォリアーはほどなく解散した。そして、ジミー・ウォルドーとゲイリー・シェアはグラハム・ボネットと共にアルカトラスを結成して、ハーシュ・ガードナーは音楽プロデューサーとしての活動が中心となった。
1990年代にはニュー・イングランドの再評価が進む。1998年、未発表音源集『1978』がリリースされたのに加え、CD化が遅れていたエレクトラ・レコード時代の2作も復刻された。
2002年、ハーシュ・ガードナーは初のソロ・アルバム『ウェイストランド・フォー・ブロークン・ハーツ』を発表。同作収録曲「モア・ザン・ユール・エヴァー・ノウ」において、ニュー・イングランドのメンバー4人は20年ぶりに共演した。その後、1980年前後のライブ音源を発掘した『グレイテスト・ヒッツ・ライヴ』のリリースを経て、ニュー・イングランドはライブ活動を再開する。

## メンバー
- ジョン・ファノン (John Fannon) - ボーカル、ギター
- ジミー・ウォルドー (Jimmy Waldo) - キーボード、ボーカル
- ゲイリー・シェア (Gary Shea) - ベース
- ハーシュ・ガードナー (Hirsh Gardner) - ドラムス、ボーカル

## ディスコグラフィ

### スタジオ・アルバム
- 『失われし魂』 - New England（1979年）
- 『果てしなき冒険』 - Explorer Suite（1980年）
- 『ウォーキング・ワイルド』 - Walking Wild（1981年）

### ライブ・アルバム
- 『グレイテスト・ヒッツ・ライヴ』 - Greatest Hits Live（2003年）
- 『ライヴ・アット・ザ・リージェント・シアター』 - Live at the Regent Theatre（2016年）

### コンピレーション・アルバム
- 『1978』 - 1978（1998年）

## 日本公演
- 2016年11月18日・20日 神奈川 クラブチッタ[5]